# Westcliffe
Westcliffe är administrativ huvudort i Custer County i Colorado. Enligt 2010 års folkräkning hade Westcliffe 568 invånare.